# Bohemia (Zeitung)

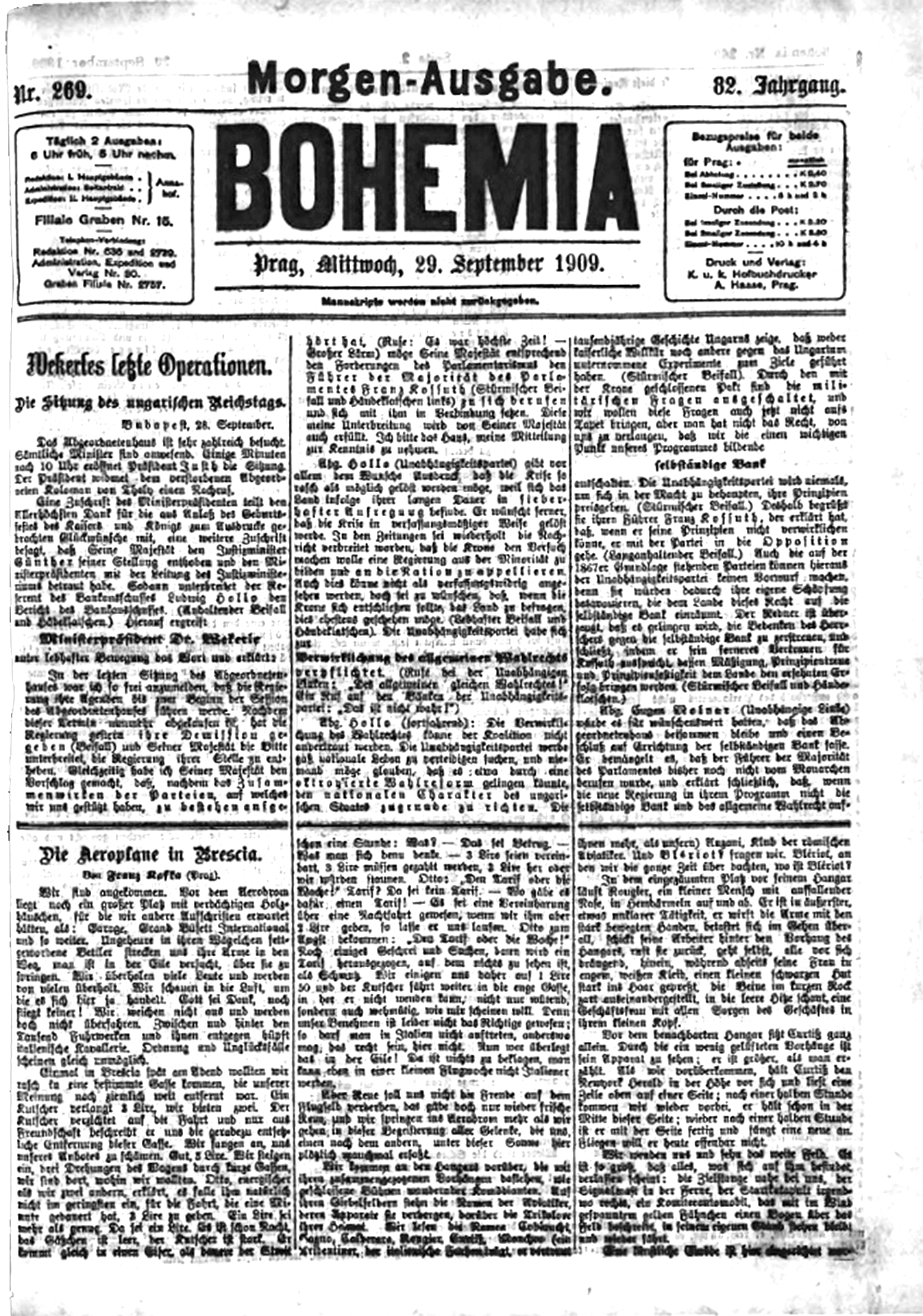
Die Morgen-Ausgabe der Bohemia vom 29. September 1909 mit Franz Kafkas Artikel Die Aeroplane in Brescia

Die deutschsprachige Zeitung Bohemia – Unterhaltungsblätter für gebildete Stände bzw. Deutsche Zeitung Bohemia erschien von 1828 bis 1938 in Prag, von 1828 bis 1835 als Beilage der Prager Zeitung.

## Geschichte
Die Zeitung war ursprünglich unter dem Namen Unterhaltungsblätter als Beilage der amtlichen Prager Zeitung erschienen. Im Herbst 1829 suchten dann die Verleger Gottlieb Haase Söhne darum an, die Unterhaltungsblätter wöchentlich dreimal unter dem Titel Bohemia oder Unterhaltungsblätter für gebildete Stände erscheinen lassen zu dürfen. Am 5. November 1829 wurde dazu die Bewilligung erteilt und am 1. Jänner 1830 erschien dann die erste Nummer der Zeitung unter dem neuen Titel. Format und Inhalt blieben gleich; erst später ist die Bohemia nach beiden politischen Richtungen gewachsen, besonders als die Ereignisse des Jahres 1848 ihr die Möglichkeit gaben, politisch wirksam zu werden. 1832 nannte sich die Zeitung Bohemia ein Unterhaltungsblatt (1832), ab 1918 firmierte sie schließlich unter Deutsche Zeitung Bohemia. Chefredakteure waren Franz Klutschak (1814–1886), Josef Walter, Joseph Willomitzer (1888–1900) und andere. Berühmte Mitarbeiter der nationalliberalen Zeitung waren u. a. Egon Erwin Kisch und Johannes Urzidil.
Im Laufe der Zeit gab es mehrere Verleger:
- Gottlieb Haase Söhne (1828–1872)
- Bohemia Aktiengesellschaft (1872–1877)
- Franz Klutschak (1878)
- Andreas Haase (1879–1919)
- Alfred Korn (1919–1920)
- Verlag Deutsche Zeitung-Aktiengesellschaft (1920–1933) mit Bruno Kafka
- Rota-Aktiengesellschaft für Zeitung- und Buchdruck (1933–1938)

Redaktionsmitglieder waren Anfang der 1920er Jahre: Ludwig Winder, Feuilleton; Felix Adler, Musikkritiker; Paul Kisch, Theater; August Ströbbel, Kunst; Josef Stern, Politik; Ernst Weinert, stellvertretender Chefredakteur; Georg Mannheimer, Parlament; Hans Heinz Stuckenschmidt Musik und weitere Redakteure für Lokales und Sport. Albert Wesselski wurde nach dem Tod Kafkas zum Chefredakteur ernannt.
Obwohl das Blatt im ersten Halbjahr 1933 wegen seiner freundlichen Beurteilung der Verhältnisse in Deutschland und der nationalsozialistischen Bewegung Angriffen in der Tschechoslowakei ausgesetzt war, wurde dessen Beförderung und der Verkauf in Deutschland für das preußische Gebiet am 1. Oktober 1933 mit Gültigkeit bis 31. Oktober des Jahres verboten. Die tschechoslowakischen Behörden verwarnten die Deutsche Zeitung Bohemia und kündigten bei Fortsetzung des bisherigen Kurses ernste Konsequenzen an. Die Zeitung stellte jedoch erst am Sonnabend, dem 31. Dezember 1938, mit der letzten Nummer des 111. Jahrgangs, ihr Erscheinen ein.

Titelseite der letzten Ausgabe der Prager Tageszeitung Bohemia vom 31. Dezember 1938

Die Archive befinden sich in der Nationalbibliothek der Tschechischen Republik. Seit dem Jahr 2000 erscheint die ehemalige Deutsch-Tschechische Zeitung für gute Nachbarschaft unter dem Namen Bohemia.